# Amyloplast

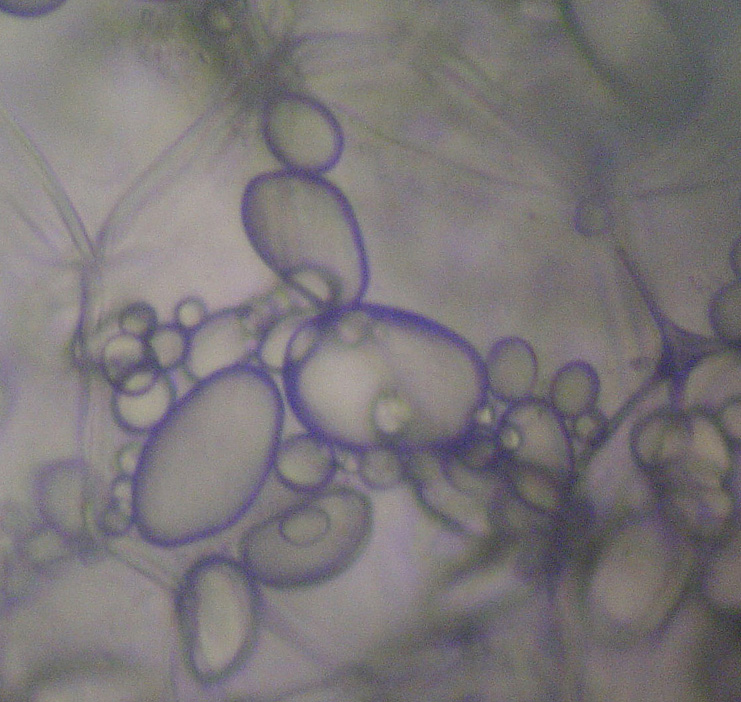
Zetmeelkorrel (amyloplast) bij aardappel

Een amyloplast is een kleurloze leukoplast en bestaat uit één (zoals bij mais, aardappel, tarwe) of meerdere zetmeelkorrels (samengestelde korrel zoals bij rijst, zoete aardappel) waarin zetmeel wordt opgeslagen. Een amyloplast is een gespecialiseerde vorm van een leukoplast. In de amyloplast wordt het polymeer zetmeel gevormd uit het monomeer glucose. Glucose, de energiebron voor de celademhaling en bouwsteen van cellulosevezel, wordt aan het einde van het groeiseizoen door de plant opgeslagen in de vorm van amyloplast en hoofdzakelijk in zaden, knollen wortelstokken en wortels voor de voortplanting. De kiemplant gebruikt de opgeslagen energie en bouwsteen in het volgende groeiseizoen. Zetmeelkorrels zijn in tegenstelling tot glucose niet oplosbaar in water en dus osmotisch niet actief. Dit maakt het mogelijk om veel glucose compact op te slaan.
In de bedektzadigen bevinden zich cellen die gevoelig zijn voor de zwaartekracht. Deze gespecialiseerde cellen, of statocyten, bevatten de amyloplasten met daarin statolieten ofwel zetmeelkorrels. Deze zinken tot het laagste punt van de cel en geven zo de richting van de zwaartekracht door aan de cellen in de worteltop. Bij contact tussen statolieten en celmembraan wordt het auxinegehalte beïnvloed en rekken de cellen aan de bovenkant zich meer uit dan die aan de onderkant zodat de wortel naar de aarde buigt. Deze vorm van tropie wordt ook wel geo- of gravitropie genoemd.
De vorm van een zetmeelkorrel is specifiek voor elk gewas. Aan de hand van de vorm kan men achterhalen van welk gewas een bepaald type zetmeel komt. 

Plastiden

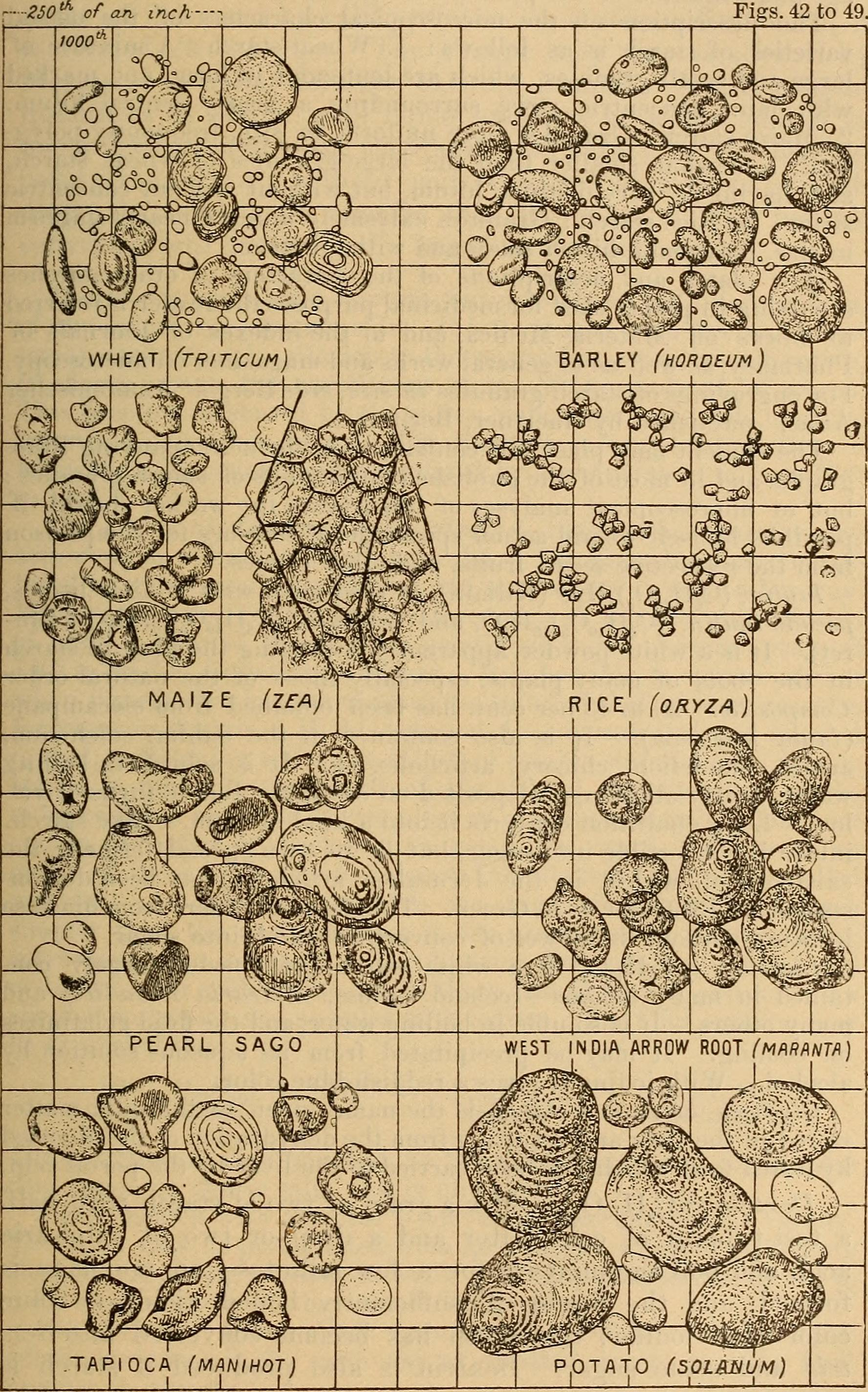
vorm van zetmeelkorrels van verschillend planten